# Copa de Clubes de Asia 1992-93
La Copa de Clubes de Asia de 1993 fue la 12.ª edición del torneo de fútbol más importante a nivel de clubes de Asia organizado por la AFC. En esta edición no se sabe cómo quedaron los resultados de la ronda preliminar.
Aparentemente quien representó a Maldivas fue el Valencia SC y los representantes de Hong Kong abandonaron el torneo.
El PAS Teherán FC de Irán venció en la final al Al-Shabab de Arabia Saudita para ser campeón del torneo por primera ocasión.

## Primera Ronda
| Equipo 1    | Agr. | Equipo 2       | Ida | Vuelta |
| ----------- | ---- | -------------- | --- | ------ |
| Al Arabi    | 3-4  | PAS Teherán FC | 3-2 | 0-2    |
| Arseto Solo | 3-2  | Hai Quan       | 0-0 | 3-2    |

## Segunda  Ronda
| Equipo 1    | Agr. | Equipo 2       | Ida | Vuelta |
| ----------- | ---- | -------------- | --- | ------ |
| Arseto Solo | 3-2  | Kota Ranger FC | 1-1 | 2-1    |

## Tercera  Ronda
| Equipo 1             | Agr. | Equipo 2    | Ida | Vuelta |
| -------------------- | ---- | ----------- | --- | ------ |
| Thai Farmers Bank FC | 2-3  | Arseto Solo | 2-0 | 0-3    |
| Liaoning FC          | 4-4  | Yomiuri FC  | 3-3 | 1-1    |

## Fase de grupos

### Grupo A
| Club          | Pts. | J | G | E | P | GF | GC | GD |
| ------------- | ---- | - | - | - | - | -- | -- | -- |
| Yomiuri FC    | 5    | 3 | 2 | 1 | 0 | 5  | 0  | +5 |
| Al Shabab     | 4    | 3 | 1 | 2 | 0 | 4  | 1  | +3 |
| Muharraq Club | 3    | 3 | 1 | 1 | 1 | 4  | 3  | +1 |
| Arseto Solo   | 0    | 3 | 0 | 0 | 3 | 0  | 9  | −9 |

| Yomiuri   | 0–0 | Al Shabab |
| Yomiuri   | 2–0 | Muharraq  |
| Yomiuri   | 3–0 | Arseto    |
| Al Shabab | 1–1 | Muharraq  |
| Al Shabab | 3–0 | Arseto    |
| Muharraq  | 3–0 | Arseto    |

### Grupo B
| Club        | Pts. | J | G | E | P | GF | GC | GD  |
| ----------- | ---- | - | - | - | - | -- | -- | --- |
| Al-Wasl     | 4    | 2 | 2 | 0 | 0 | 11 | 1  | +10 |
| PAS Teherán | 1    | 2 | 0 | 1 | 1 | 1  | 2  | −1  |
| Wohaib      | 1    | 2 | 0 | 1 | 1 | 2  | 11 | −9  |

| Al-Wasl | 1–0  | PAS    |
| Al-Wasl | 10–1 | Wohaib |
| PAS     | 1–1  | Wohaib |

## Semifinales
|  | PAS Teherán | 2:1 (pró.) | Yomiuri |  |  |

|  | Al-Shabab | 2:2 (4:3 p.) | Al-Wasl |  |  |

## Tercer Lugar
|  | Al-Wasl | 4:3 | Yomiuri |  |  |

## Final
| 22 de enero de 1993 | PAS Teherán | 1:0 | Al-Shabab |  |  |

| Bandera de Irán               |
| PAS Teherán F. C. 1.er título |